# Wilhelm zu Stolberg-Wernigerode
Wilhelm Graf zu Stolberg-Wernigerode (ur. 13 maja 1807 w Wernigerode, zm. 7 marca 1898 w Jannowitz) – generał kawalerii Armii Cesarstwa Niemieckiego, uczestnik wojny prusko-austriackiej i wojny prusko-francuskiej.

## Życiorys
W 1825 roku wstąpił do Armii Królestwa Prus i rozpoczął służbę w 1. Pułku Dragonów Gwardii. Dwa lata później został awansowany na stopień porucznika (niem. Oberleutnant). W 1835 roku został adiutantem księcia Wilhelma. W 1837 roku zrezygnował ze służby i zajął się zarządzanjem swoim majątkiem w Jannowitz. Jednak w 1849 roku powrócił do armii i został awansowany na kapitana w pułku gwardii przybocznej króla Fryderyka Wilhelma IV. W tym samym czasie służył również w Landwehrze. W latach 1856–1859, w stopniu podpułkownika (niem. Oberstleutnant), był dowódcą 4. Pułku Huzarów w Oławie. Następnie w stopniu pułkownika (niem. Oberst) dowodził 12. Brygadą Kawalerii. W 1861 roku ponownie opuścił armię i powrócił do swojego majątku w Jannowitz. W trakcie wojny prusko-austriackiej ponownie powołany do służby i w stopniu generał major (niem. Generalmajor). Na czele 6. Brygady Kawalerii Landwehry uczestniczył między innymi w bitwie pod Oświęcimiem. Po zakończeniu konfliktu objął stanowisko dowódcy 12. Dywizji Piechoty w stopniu generała porucznika (niem. Generalleutnant). Po wybuchu wojny prusko-francuskiej został dowódcą 2. Dywizji Kawalerii, która wchodziła w skład 2. Armii księcia Fryderyka Karola. Odegrał kluczową rolę w bitwie pod Sedanem i w zdobyciu przez Prusaków Orleanu. Po pokoju frankfurckim został komendantem VII Korpusu Armijnego w Münsterze i awansował na stopień generała kawalerii (niem. General der Kavallerie). W 1882 roku przeszedł w stan spoczyku i poświęcił się administrowaniu majątkiem w Jannowitz. Od 1866 roku był szefem 4. Pułku Dragonów.

## Odznaczenia
Odznaczenia gen. zu Stolberg-Wernigerode to między innymi:
- Order Orła Czarnego na łańcuchu
- Krzyż Wielki Orderu Orła Czerwonego z liśćmi dębu i mieczami
- Order Orła Czerwonego II klasy z gwiazdą, mieczami i liśćmi dębu
- Gwiazda Wielkiego Komtura Orderu Hohenzollernów
- Krzyż Żelazny I klasy
- Order Świętego Jana
- Kawaler Orderu Maksymiliana Józefa (Bawaria)
- Krzyż Zasługi Orderu Domowego I klasy z mieczami i koroną (Lippe)
- Medal Zasługi Wojskowej z mieczami (Schaumburg-Lippe)
- Krzyż Wielki Orderu Korony Wendyjskiej ze złotą koroną (Meklemburgia)
- Krzyż Zasługi Wojskowej I klasy (Meklemburgia)
- Order Domowy Nassauski Lwa Złotego I klasy (Niderlandy)
- Order Świętej Anny III klasy (Imperium Rosyjskie)
- Cesarski i Królewski Order Świętego Stanisława II klasy z koroną (Imperium Rosyjskie)